# Augsburger Wassermanagement-System
Unter der Bezeichnung Augsburger Wassermanagement-System wurden am 6. Juli 2019 bauliche Objekte in Augsburg und dem Umland, die die Bedeutung und Geschichte von Augsburgs historischer Wasserwirtschaft bezeugen, zum UNESCO-Welterbe erklärt. Die Weltkulturerbestätte umfasst eine Zusammenstellung technisch-architektonischer Kulturgüter, die verschiedene Arten der Wassernutzung in der süddeutschen Stadt aus verschiedenen Zeitepochen belegen.
Zum Augsburger Welterbe zählen 22 Objekte, darunter Fließwasserkanäle, das älteste Wasserwerk und der älteste Wasserturm Deutschlands, sowie das älteste Wasserwerk, welches über grundwassergespeiste Tiefbrunnen versorgt wurde. Außerdem gehören 10 historische Wasserkraftwerke dazu.

## Bezeichnung
Die Aufnahme des Vorschlags in die Tentativliste erfolgte zunächst unter der Bezeichnung „Wasserbau und Wasserkraft, Trinkwasser und Brunnenkunst in Augsburg“ (englisch Hydraulic Engineering and Hydropower, Drinking Water and Decorative Fountains in Augsburg). Endgültig nominiert wurde die Stätte dann unter der Bezeichnung „Augsburger Wassermanagement-System“. Dieser Titel ist jedoch etwas irreführend. Wassermanagement bezieht sich auf die Verfügbarmachung, Bevorratung und Verteilung von Süßwasser, insbesondere in Regionen der Erde mit Wasserknappheit. Es handelt sich bei der Welterbestätte jedoch nicht um ein System, das in irgendeiner Weise als funktionelle Gesamtheit dem Wassermanagement diente, sondern vielmehr um ein lediglich für den Zweck des Welterbeschutzes zusammengestelltes Ensemble ausgewählter Objekte. Ein großer Teil dieser Objekte dient der Nutzung der Wasserkraft als Energiequelle, was der Begriff Wassermanagement im üblichen Wortsinn nicht abdeckt.
Die vorläufige und die schließlich gewählte Bezeichnung zeigen, dass sich das eher weiträumig als eng umrissene Themenspektrum schwer unter einen zugleich treffenden und kompakten Begriff bringen lässt.

## Abgrenzung
Das Themengebiet des Wasserbaus und der Wassernutzung in der über 2000-jährigen Geschichte der Römerstadt ist groß und komplex, und vieles ist bisher unerforscht. Die Existenz einer römischen Fernwasserleitung zur Brauchwasserversorgung der Stadt ist belegt, aber ein welterbewürdiger Gegenstand ist sie als abgegangenes Wasserbauwerk nicht. Auch von den römischen Thermen, die es in der Hauptstadt der römischen Provinz Raetia gegeben haben muss, ist so gut wie nichts erhalten, da im Mittelalter die vormalige Römerstadt vollständig überbaut wurde. Für den Welterbeschutz wurden daher nur bauliche Einzelobjekte der letzten rund 500 Jahre ausgewählt, die ausreichend gut erhalten, als relevant genug und als schutzwürdig genug eingestuft worden sind.
Umgekehrt wurden etliche erhaltene Kunst- und Bauwerke, die möglicherweise auch als Objekt des geschützten Ensembles in Frage gekommen wären, etwa weitere historische Brunnen, Trinkbrunnen oder das Alte Stadtbad, nicht ins Welterbe aufgenommen. Siehe dazu auch den Abschnitt → Fallengelassene Objekte.

## Umfang
Die Welterbestätte Augsburger Wassermanagement-System umfasst 22 Einzelobjekte. Sie liegen zum Teil in der Augsburger Altstadt, zum Teil auf dem heutigen Augsburger Stadtgebiet weitab der Altstadt, und zum Teil auf den Gebieten anderer Ortschaften im Landkreis Augsburg. Das am weitesten entfernte Objekt, das Wasserkraftwerk Meitingen, befindet sich etwa 22 Kilometer nördlich der Stadt. Alle 22 Objekte stehen unter Denkmalschutz.
Das ausgedehnteste dieser Einzelobjekte ist ein Netzwerk von Wasserläufen, zu denen unter anderem Teile der teils offen und teils unterirdisch verlaufenden Lechkanäle, der Wertachkanäle und der Quellwasserbäche im Stadtwald zählen. Dieses Netzwerk verbindet die übrigen 21 Einzelobjekte miteinander. Auf diese Weise bildet die Welterbestätte ein zusammenhängendes Schutzgebiet, das eine Fläche von etwa 113 Hektar hat.
Dieses Schutzgebiet ist von einer Pufferzone umgeben. Bei den Wasserläufen besteht sie aus einem 5 Meter breiten Streifen beiderseits des Wasserlaufs. Auch die meisten Einzelobjekte haben nur eine schmale Pufferzone. In der historischen Altstadt gehören Teile der Jakobervorstadt, des Lechviertels und des östlichen Ulrichviertels sowie ein Areal beidseitig der Maximilianstraße in der Innenstadt zu der Pufferzone. Auf Anregung von ICOMOS wurde zum besseren Schutz der Quellbäche auch der Stadtwald mit in die Pufferzone aufgenommen. Insgesamt hat die Pufferzone eine Fläche von etwa 3204 Hektar.

## Einzelobjekte
Die folgenden 22 Einzelobjekte gehören zu der Welterbestätte Augsburger Wassermanagement-System. Die Reihenfolge der Objekte in der Tabelle entspricht der Reihenfolge in der Nominierungsschrift.
| Einzelobjekt                                                          | Objekttyp | Funktion | Baujahr, Inbetriebnahme, Umbauten                                                                               | Noch in Betrieb? | Bemerkungen | Bild                           |
| --------------------------------------------------------------------- | --- | --- | --- | ---------------- | --- | ------------------------------ |
| Kanäle und Bäche:91f.                                                 | Netz von Kanälen mit ständiger kontrollierter Wasserdurchströmung, die vom Lech bzw. der Wertach abgezweigt sind, hauptsächlich offen (ohne Abdeckung) durch die Stadt fließen und anschließend wieder in den Lech bzw. die Wertach münden, dazu Quellbäche, Abschnitte von Wertach und Lech und der Lechkanal. | Früher verschiedene Funktionen, darunter die Nutzung der Wasserkraft (durch Mühlen und Handwerksbetriebe), die Abfall- und Abwasserentsorgung und der Warentransport per Flößerei. Heute nur noch Nutzung der Wasserkraft in Kraftwerken. | Anfänge unbekannt, 1276 urkundlich belegt. Vielfache Erweiterungen und Umbauten in den folgenden Jahrhunderten. | Ja               | Die energetisch nutzbaren Kanäle wurden im 19. Jahrhundert maßgeblich für die Blüte der industriellen Textilmanufaktur in Augsburg (siehe auch Augsburger Textilviertel) und andere Industriezweige. | Vorderer Lech (weitere Bilder) |
| Augsburger Eiskanal (Standort):93f.                                   | Kanal, einer der Lechkanäle | Ursprünglich Umgehungskanal für Treibeis zum Schutz des Wasserwerks am Hochablass. Ab 1970 zur Kanuslalomstrecke für die Olympischen Sommerspiele 1972 umgebaut.                                                                          | Historischer Eiskanal ca. 1878. Umbau für den Wassersport 1970–1972                                             | Ja               | Der historische Eiskanal ist nicht mehr vorhanden und wird auch kaum thematisiert. Der umgebaute Eiskanal ist bis heute als Kanuslalomstrecke in Benutzung. Neben dem Eiskanal gibt es noch in zwei benachbarten Lechkanälen einen „Jugendkanal“ und eine „Babystrecke“.                                      | (weitere Bilder)               |
| Wasserwerk am Roten Tor (Standort):95f.                               | Ehemaliges Wasserwerk mit drei Wassertürmen | Trinkwasserversorgung | 1416 | Nein             | 1879 stillgelegt. Ältestes bestehendes Wasserwerk Deutschlands mit drei historischen Wassertürmen. Das Pumpenhaus und die Wasserwerkstechnik sind nicht mehr vorhanden. Die frühere Technik wird aber in einer Ausstellung in den erhaltenen Gebäuden erläutert und visualisiert. Führungen werden angeboten. | (weitere Bilder)               |
| Unteres Wasserwerk (Standort):97f.                                    | Ehemaliges Wasserwerk mit einem Wasserturm | Trinkwasserversorgung | Erste Hälfte des 16. Jahrhunderts                                                                               | Nein             | 1879 stillgelegt. Die Wasserwerkstechnik ist nicht mehr vorhanden. Das ehemalige Pumpenhaus beherbergt heute ein Kino („Liliom“) mit Gastronomie. Der ehemalige Wasserturm ist heute privat bewohnt. Die Zirbelnuss-Kanal-Brücke ist als oberirdisch sichtbare Wasserkreuzung ein bemerkenswertes Detail.     |                                |
| Wasserwerk am Vogeltor (Standort):99f.                                | Ehemaliges Wasserwerk mit einem Wasserturm | Trinkwasserversorgung | 1538, Umbau 1776, Umbau 1843                                                                                    | Nein             | 1879 stillgelegt. Das Pumpenhaus von 1843 wurde 1879 abgerissen. Der Wasserturm von 1538 ist nicht mehr erhalten. Der Wasserturm von 1776, ein ehemaliger Wehrturm, ist erhalten. | (weitere Bilder)               |
| Wasserwerk am Hochablass (Standort):101f.                             | Ehemaliges Wasserwerk ohne Wasserturm | Trinkwasserversorgung | 1878 | Nein             | 2007 stillgelegt und in ein Wasserkraftwerk umgewandelt. Die Wasserwerkstechnik ist noch vorhanden und ist museal aufbereitet. Führungen werden angeboten. | (weitere Bilder)               |
| Hochablass (Standort):103f.                                           | Wehr im Lech | Ausleitung eines kontrollierten Volumenstroms von Flusswasser in das System der Lechkanäle | Vorgänger-Wehre am Hochablass sind seit 1346 schriftlich belegt. Das heutige Wehr ist von 1911–1912.            | Ja               | Die Vorgänger-Wehre am Hochablass wurden immer wieder zerstört, umgebaut und erneuert, zuletzt nach dem Lechhochwasser 1910. Es ist das größte Wehr in und um Augsburg. Fußgänger können über die Wehrkrone den Lech überqueren.                                                                              | (weitere Bilder)               |
| Galgenablass im Augsburger Stadtwald (Standort):105f.                 | Wasserkreuzung mit Düker | Trennung von Trink- und Brauchwasser | Wasserführung ab ca. 1500, Umbau mit Düker 1870                                                                 | Ja               | Die unterirdische Rohrleitung als wesentlicher Bestandteil der Anlage ist nicht sichtbar, aber auf einer Tafel erläutert. | (weitere Bilder)               |
| Augustusbrunnen (Standort):107f.                                      | Prachtbrunnen | Nichtöffentlicher Laufbrunnen, Schaustück mit Brunnengitter | 1594, 1749 Pfeiler erneuert                                                                                     | Ja               | Becken und Pfeiler wurden nach der Kriegszerstörung 1948–1950 erneuert. Die Brunnenbronzen sind Kopien. Die Originale befinden sich im Maximilianmuseum. | (weitere Bilder)               |
| Merkurbrunnen (Standort):109f.                                        | Prachtbrunnen | Ursprünglich öffentlicher Laufbrunnen, seit der Aufstellung des Brunnengitters Anfang des 18. Jahrhunderts Schaustück | 1599, 1752 Pfeiler erneuert                                                                                     | Ja               | Die Brunnenbronzen sind Kopien. Die Originale befinden sich im Maximilianmuseum. | (weitere Bilder)               |
| Herkulesbrunnen (Standort):111f.                                      | Prachtbrunnen | Ursprünglich öffentlicher Laufbrunnen, seit der Aufstellung des Brunnengitters Anfang des 18. Jahrhunderts Schaustück | 1602, 1826 Pfeiler erneuert                                                                                     | Ja               | Das Brunnengitter ist derzeit nicht angebracht, aber erhalten. Die Brunnenbronzen sind Kopien. Die Originale befinden sich im Maximilianmuseum. | (weitere Bilder)               |
| Stadtmetzg (Standort):113f.                                           | Gebäude mit ehemals wassergekühlter Halle | Ehemalige Metzgerei, die zur Wasserkühlung und Abfallentsorgung direkt über einem Lechkanal erbaut wurde | 1606–1609, Umbau im 20. Jahrhundert                                                                             | Nein             | Bau des Stadtarchitekten Elias Holl. 1930 geschlossen. 1937 vollständig entkernt, im Krieg stark beschädigt und wiederaufgebaut. Heute Nutzung als Verwaltungsgebäude. | (weitere Bilder)               |
| Wasserkraftwerk am Fabrikkanal (Standort):115f.                       | Wasserkraftwerk | Ursprünglich Wasserkraftmaschine für Transmissionsbetrieb, seit 1907 Stromerzeugung | 1885, Umbau 1907                                                                                                | Ja               | Die Turbinen und der Generator von 1907 sind erhalten und noch in Betrieb. | (weitere Bilder)               |
| Wasserkraftwerk an der Singold (Standort):117f.                       | Wasserkraftwerk | Stromerzeugung | 1886–1887. Sanierung und Umbau 2006.                                                                            | Ja               | 1970er Jahre bis 2006 stillgelegt, seit 2006 wieder in Betrieb. Die historische Turbine ist erhalten. Der ursprüngliche Generator ist nicht mehr erhalten. | (weitere Bilder)               |
| Wasserkraftwerk am Stadtbach (Standort):119f.                         | Wasserkraftwerk | Ursprünglich Wasserkraftmaschine für Transmissionsbetrieb, seit 1907 Stromerzeugung | 1873 | Ja               | Der Generator von 1907 ist als Schaustück erhalten. |                                |
| Wasserkraftwerk auf der Wolfzahnau (am Auslaufkanal) (Standort):121f. | Wasserkraftwerk | Stromerzeugung | 1901, Umbau 1913, Umbau 1969                                                                                    | Ja               | Sein vier Meter hohes Schwungrad wurde 1900 bei der Weltausstellung in Paris ausgestellt. Ein Generator von 1913 ist erhalten, aber nicht mehr in Betrieb. | (weitere Bilder)               |
| Wasserkraftwerk Proviantbach (Standort):123f.                         | Wasserkraftwerk | Stromerzeugung | 1922, Umbau 2011                                                                                                | Ja               | Der Vorgängerbau von 1858 ist nicht mehr erhalten. Eine Turbine und ein Generator von 1922 sind erhalten, aber nicht mehr in Betrieb. |                                |
| Wasserkraftwerk Riedinger (am Senkelbach) (Standort):125f.            | Wasserkraftwerk | Ursprünglich Wasserkraftmaschine für Transmissionsbetrieb, seit 1904 Stromerzeugung | 1865, Umbau 1904, 1907, 1923, Beschädigung 1940, Wiederaufbau 1945, Umbau 2007                                  | Ja               | Zwei Maschinensätze von 1923 sind erhalten, aber nicht mehr in Betrieb. |                                |
| Wertach-Kraftwerk (am Wertachkanal) (Standort):127f.                  | Wasserkraftwerk | Stromerzeugung | 1920–1921, Umbau 2007                                                                                           | Ja               | Zwei Generatoren von 1921 sind noch in Betrieb. |                                |
| Wasserkraftwerk Gersthofen (am Lechkanal) (Standort):129f.            | Wasserkraftwerk | Stromerzeugung | 1901, Umbau nach 1922, Umbau 1961                                                                               | Ja               | Die Turbinen (Baujahr unbekannt) und die Generatoren von 1963 sind noch in Betrieb. | (weitere Bilder)               |
| Wasserkraftwerk Langweid (am Lechkanal) (Standort):131f.              | Wasserkraftwerk | Stromerzeugung | 1907, Umbau 1957, Umbau 1993                                                                                    | Ja               | Eine Turbine und ein Generator von 1907 sind erhalten. Eine weitere Turbine (Baujahr unbekannt) und ein Generator von 1938 sind erhalten. Seit 2008 ist im Kraftwerk das Lechmuseum Bayern eingerichtet. Führungen werden angeboten.                                                                          | (weitere Bilder)               |
| Wasserkraftwerk Meitingen (am Lechkanal) (Standort):133f.             | Wasserkraftwerk | Stromerzeugung | 1920–1922 | Ja               | Die Technik von 1922 ist komplett erhalten und noch in Betrieb. | (weitere Bilder)               |

## Wasserläufe

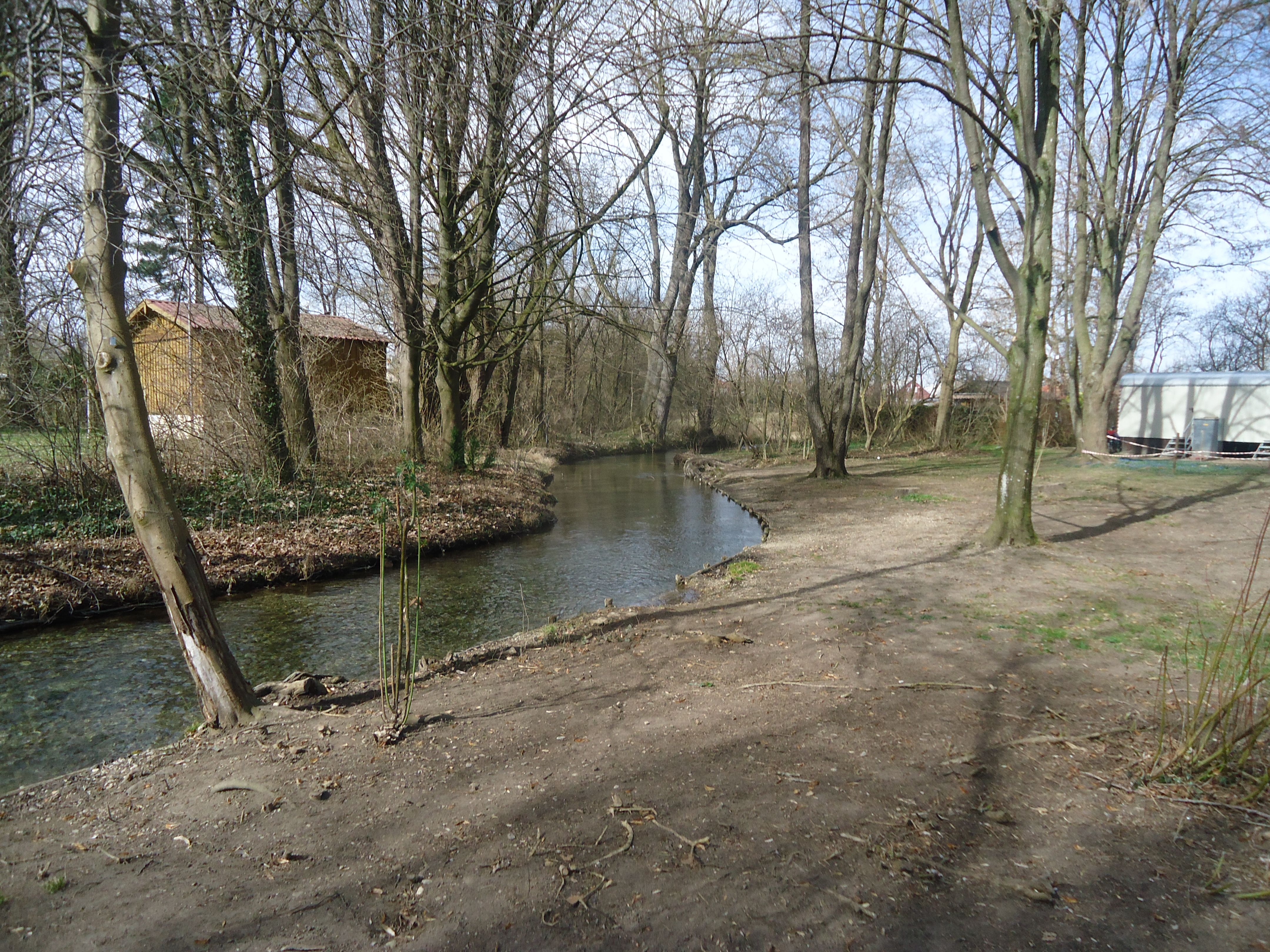
Der Brunnenbach bei der Haunstetter Kleingartenanlage

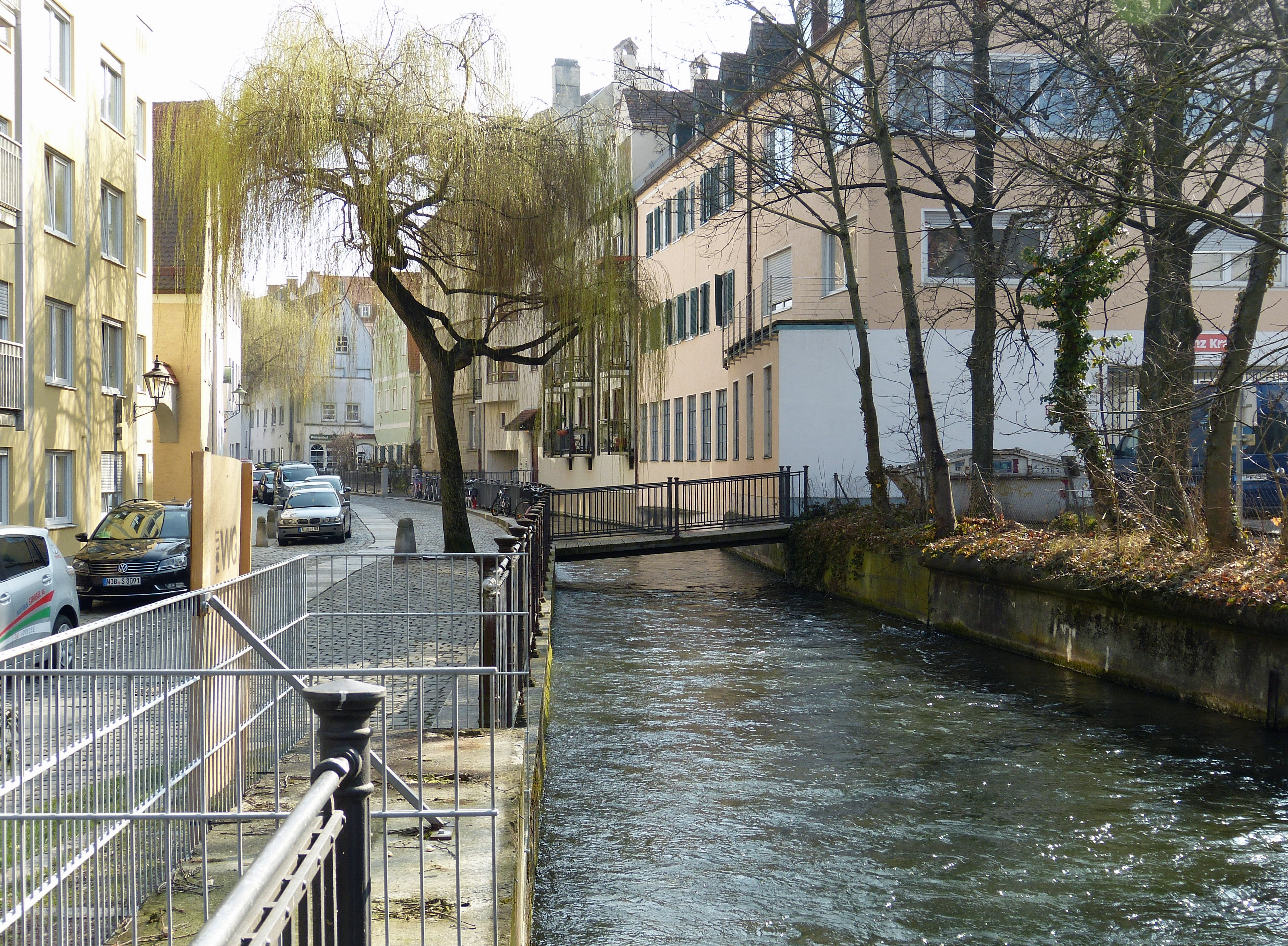
Der Schwalllech in der Schwibbogengasse

Das zu der Welterbestätte gehörende Netzwerk von Wasserläufen, das die übrigen Einzelobjekte miteinander verbindet, umfasst vor allem Teile der Augsburger Kanäle, aber auch andere natürliche und künstliche Wasserläufe. Im Einzelnen zählen dazu:
Stadtwaldbäche:
- Brunnenbach
- Brunnengraben
- Grenzgraben
- Lochbach
- Reichskanal
- Siebenbrunner Bach
- Spitalbach
- Stempflebach

Lechkanäle:
- Auslaufkanal (Vereinigter Stadt- und Proviantbach)
- Brunnenmeisterbach
- Hauptstadtbach
- Herrenbach
- Hinterer Lech
- Mittlerer Lech
- Vorderer Lech
- Neubach
- Proviantbach
- Schwallech
- Stadtbach
- Stadtgraben – Innerer Stadtgraben

Wertachkanäle:
- Fabrikkanal
- Holzbach
- Senkelbach
- Wertachkanal

Sonstige:
- Abschnitt der Singold von der Butzstraße bis zu ihrer Mündung
- Abschnitt der Wertach von der Einmündung des Senkelbachs bis zu ihrer Mündung
- Abschnitt des Lechs von der Einmündung des Auslaufkanals bis zur Abzweigung des Lechkanals
- Lechkanal
- Versorgungsleitung der Prachtbrunnen

## Der Weg zum Welterbestatus

### Bewerbung
Unter dem Titel „Wasserbau und Wasserkraft, Trinkwasser und Brunnenkunst in Augsburg“ reichte Augsburg am 1. August 2012 eine Bewerbung zur Aufnahme in die Welterbeliste der UNESCO bei der deutschen Kultusministerkonferenz ein. Der Augsburger Sachbuchautor und Verleger Martin Kluger verfasste 2012 ein Begleitbuch zu dieser Bewerbung und begleitete den weiteren Verlauf der Welterbe-Kandidatur mit weiteren Veröffentlichungen. Am 15. Januar 2015 wurde das „Augsburger Wassermanagement-System“ als Welterbe-Kandidat in die Tentativliste von Deutschland eingetragen.
Angestrebt war zunächst eine Eintragung in die Welterbeliste aufgrund der Kriterien (ii) und (v). Kriterium (v) wurde aber während des Nominierungsprozesses verworfen. Dafür wurden die Kriterien (iv) und (vi) aufgenommen.

### Nominierung
Im Februar 2018 wurde das Augsburger Wassermanagement-System für die Behandlung auf der 43. Sitzung des Welterbekomitees 2019 nominiert. Die Nominierung erfolgte unter den Kriterien (ii), (iv) und (vi):

„Kriterium (ii): Augsburgs Wassermanagement-System hat bedeutende technologische Innovationen hervorgebracht. Die strikte Trennung zwischen Trink- und Brauchwasser wurde bereits 1545 eingeführt, lange bevor die Hygieneforschung Verunreinigungen im Trinkwasser als Ursache vieler Krankheiten ausgemacht hatte. Der internationale Austausch von Ideen für die Wasserversorgung und die Wassergewinnung inspirierte die Augsburger Ingenieure und Baumeister zu bahnbrechenden technischen Neuerungen, von denen viele in Augsburg zum ersten Mal erprobt und eingeführt wurden. Zeugnisse hierfür sind die außergewöhnlichen Werke der Ingenieurbaukunst, Architektur und Kunst, die die kontinuierliche Anwendung und Weiterentwicklung technischer und künstlerischer Standards veranschaulichen, wie die Kanäle selbst, Wehre, Kanalkreuzungen, Trinkwasserwerke, Brunnen, die Wasserkühlung in der Stadtmetzg(erei) und Kraftwerke der frühindustriellen Stromerzeugung.“

„Kriterium (iv): Als technisch-architektonisches Ensemble veranschaulicht das Augsburger Wassermanagement-System die Nutzung von Wasserressourcen und die Bereitstellung von reinem Trinkwasser als Grundlage für das kontinuierliche Wachstum einer Stadt und ihres wirtschaftlichen Gedeihens seit dem Mittelalter. Dieser Wasserreichtum bot günstige Bedingungen für Haushalte, Handwerk und Gewerbe sowie für die Industrie in Augsburg, insbesondere für Mühlen, Gerbereien, Färbereien, die Textilproduktion, Goldschmiede und die Krafterzeugung in mehreren Entwicklungsperioden. Signifikante Gebäudetypen sind Trinkwasserwerke, Brunnen, Wasserkraftwerke und andere mehr.“

„Kriterium (vi): Das Wassermanagement-System Augsburgs ist direkt und greifbar verbunden mit der fundamentalen Idee der strikten Trennung von Trink- und Brauchwasser als Grundvoraussetzung für eine nachhaltige und soziale Entwicklung. Mehr als 60 hydrotechnische Modelle aus dem 17., 18. und 19. Jahrhundert in Dauerausstellungen oder in Depots, die Originale der Instruktionspläne und -gemälde im Wasserwerk am Roten Tor, Skizzen, Gravuren, Manuskripte und Publikationen in den Archiven, Bibliotheken und Kunstsammlungen der Stadt sowie die Besucherlisten und Reiseberichte von Gelehrten zeugen von der anerkannten Vorreiterrolle des Augsburger Wassermanagements über Jahrhunderte. Das Buch „Hydraulica Augustana“, veröffentlicht von Caspar Walter im Jahr 1754, wurde eines der frühen Referenzbücher für Wasserbau-Ingenieure. Es dokumentiert die außerordentliche Bedeutung der Standards, die die Augsburger Brunnenmeister setzten, und zeigt deren Einfluss auf die Entwicklung städtischer Wassermanagement-Systeme und den wissenschaftlichen Austausch zwischen den verschiedenen europäischen Regionen.“

Ein Team von ICOMOS besuchte die vorgeschlagene Stätte im Juli 2018. In seiner Bewertung befürwortete ICOMOS die Aufnahme der Stätte in die Welterbeliste, sah aber das Kriterium (vi) als nicht ausreichend begründet an.

### Einschreibung
Am 6. Juli 2019 wurde das Augsburger Wassermanagement-System auf der 43. Sitzung des Welterbekomitees in Baku, der Hauptstadt Aserbaidschans, offiziell in die UNESCO-Welterbe-Liste aufgenommen. Die Einschreibung erfolgte unter den Kriterien (ii) und (iv).
Zur Begründung der herausragenden universellen Bedeutung wurde unter anderem angeführt:

„Der Schutz der wertvollen Ressource Wasser, ein ökonomisch sinnvoller und sparsamer Umgang damit und der hohe Stellenwert des Wassers, der sich in Architektur, Kunst und Öffentlichkeit artikuliert, machen Augsburg zu einem globalen Vorbild. … Das Augsburger Wassermanagementsystem ist ein herausragendes Ergebnis menschlicher Kreativität über viele Generationen und Entwicklungsstufen hinweg. Das Ensemble bedeutender architektonischer und technischer Denkmäler und das Kanalnetz ermöglichen es, die Entwicklung Augsburgs in der Wassertechnologie vom wirtschaftlich prosperierenden Spätmittelalter bis zu seiner frühen Entwicklung zur Industriemetropole zu verstehen. In jedem Schritt wurde diese Entwicklung durch das Wasserwirtschaftssystem unterstützt.“

### Fallengelassene Objekte

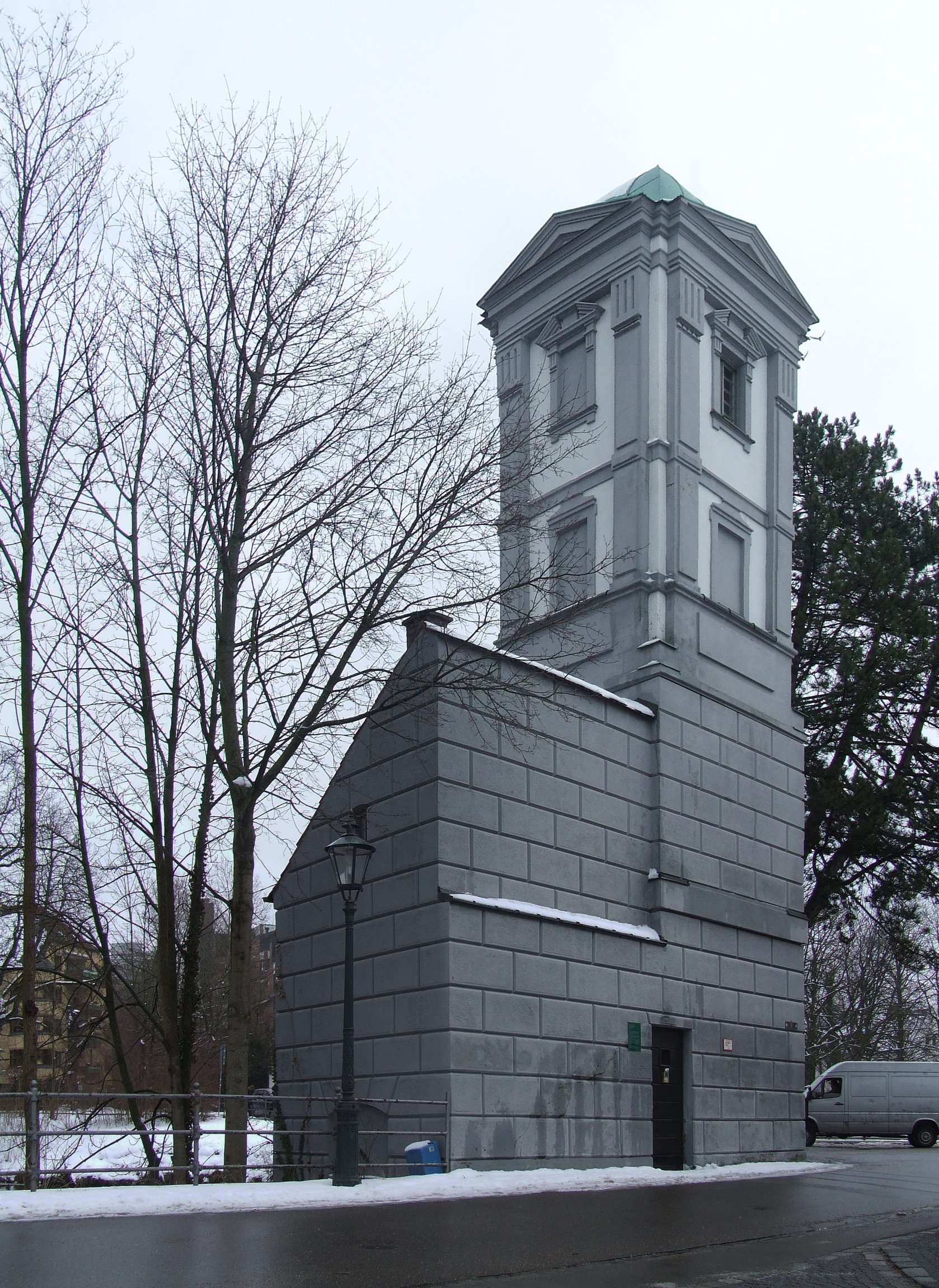
Kein Welterbe: der von Elias Holl erbaute untere St.-Jakobs-Wasserturm

Bei der ersten Interessensbekundung der Stadt zur Aufnahme in die Welterbeliste der UNESCO waren weitere Objekte gelistet, die jedoch schließlich nicht mit in die Welterbestätte aufgenommen wurden. Diese waren:
1. Die Pulvermühlschleuse
2. Der Untere St.-Jakobs-Wasserturm
3. Der Augsburger Wappner (Figur aus Rotmarmor eines nicht mehr vorhandenen Laufbrunnens, heute im Maximilianmuseum)
4. Der Neptunbrunnen mit Augsburgs ältester Brunnenfigur
5. Der Brunnenjüngling (Bronzefigur, ehemals im Kastenturm beim Wasserwerk am Roten Tor, heute im Maximilianmuseum)
6. Die Modellkammer im Maximilianmuseum mit 64 hydrotechnischen Modellen vom 17. bis 19. Jahrhundert
7. Die hydrotechnischen Dokumente in Archiven und Sammlungen

## Tourismus
Der Status einer UNESCO-Welterbestätte bedeutet eine gestiegene Aufmerksamkeit für den Tourismus. Aufgrund der Komplexität dieser Welterbestätte, der räumlichen Verstreutheit der 22 Einzelobjekte und deren nur teilweiser touristischer Eignung kann das Augsburger Wassermanagement-System jedoch nur schwer in seiner Vollständigkeit touristisch erfasst werden.
Die Wasserläufe sind zum großen Teil frei zugänglich. Das Netz der Kanäle ist viele Kilometer lang, für touristische Zwecke werden sinnvollerweise nur Abschnitte davon besichtigt. Besonders beliebt sind dabei die vergleichsweise kleineren Kanäle im Augsburger Lechviertel. Sie gaben diesem Teil der Augsburger Altstadt seinen Charakter und Namen. Über dem (an dieser Stelle abgedeckten) Kanal „Vorderer Lech“ steht das Welterbe-Objekt Stadtmetzg. Das Baden in den Kanälen ist wegen der lebensgefährlichen Strömung fast überall verboten, nur an wenigen Stellen ist es erlaubt.
Auch die drei Augsburger Prachtbrunnen auf dem Rathausplatz bzw. der Maximilianstraße sind frei zugänglich (bei zweien davon nur bis an die Brunnengitter) und werden auch im Rahmen der meisten Stadtführungen besucht. In den Wintermonaten sind sie allerdings zum Schutz vor der Witterung verbrettert. Die Originale der Brunnenfiguren sind nicht vor Ort, sondern ganzjährig im überdachten Innenhof des Maximilianmuseums zu besichtigen.
Der Hochablass, das Wasserwerk am Hochablass und der Eiskanal liegen etwa 5 km von der Altstadt entfernt. Diese drei Objekte sind jedoch nahe beieinander und können daher gut zusammen besichtigt werden. Je nach Saison und Datum kann man auf dem olympischen Eiskanal auch Sportler beim Kanuslalom-Training oder bei Wettkämpfen beobachten. Des Weiteren eignet sich ein Spaziergang entlang des Lechs, ein Besuch des Kuhsees und/oder des Augsburger Stadtwalds gut zur Verbindung mit diesen Objekten. Ein etwa 2 km langer Spaziergang durch den Stadtwald verbindet diese drei Welterbe-Objekte mit dem touristisch ebenfalls beliebten Zoo Augsburg sowie dem Botanischen Garten Augsburg.
In einigen der Welterbe-Objekten werden Führungen – teilweise auch für Schulklassen – angeboten, etwa im Wasserwerk am Roten Tor. Im Wasserkraftwerk Langweid ist das Lechmuseum Bayern eingerichtet. Es gibt auch Führungen im Augsburger Stadtwald, auf denen dessen Bedeutung als Ökosystem und auch seine frühere und heutige Bedeutung für das Augsburger Trinkwasser erläutert wird. Nähere Informationen über Führungen bieten die Website der Welterbestätte, die Regio Augsburg Tourismus GmbH und die Tourist-Information am Rathausplatz.
Die sonstigen zum Welterbe gehörenden Gebäude sind für die Öffentlichkeit nicht oder nur von außen zugänglich, von innen meist nicht oder nur nach besonderer Vereinbarung.
Broschüren und andere (Lehr-)materialien werden online vom Welterbe-Büro der Stadt Augsburg angeboten.
Am Rathausplatz wurde im März 2021 – aufgrund der COVID-19-Pandemie zunächst nur virtuell – ein Informationszentrum eröffnet. Es soll Besuchern einen Überblick über das Augsburger Welterbe vermitteln. Am 6. Juli 2021 öffnete das „Welterbe Info-Zentrum“ offiziell.